# Circuit international de Constantine
Le Circuit international de Constantine, est une course cycliste masculine algérienne. Créé en 2015, il est disputé au mois de mars dans la commune de Constantine. Cette course fait partie depuis sa création de l'UCI Africa Tour, en catégorie 1.2.

## Palmarès
| Année | Vainqueur      | Deuxième              | Troisième               |
| ----- | -------------- | --------------------- | ----------------------- |
| 2015  | Azzedine Lagab | Abderrahmane Mansouri | Abderrahmane Bechlaghem |
| 2016  | Joseph Areruya | Essaïd Abelouache     | Abderrahmane Mansouri   |